# Elena Bastidas Bono
Elena María Bastidas Bono, née le 15 février 1969, est une femme politique espagnole membre du Parti populaire (PP).
Elle est élue députée de la circonscription de Valence lors des élections générales de décembre 2015.

## Biographie

### Vie privée
Elle est célibataire.

### Profession
Elle est titulaire d'une licence et d'un doctorat en droit. Elle est avocate.

### Carrière politique
Elle est conseillère municipale d'Alzira.
Le 20 décembre 2015, elle est élue députée pour Valence au Congrès des députés et réélue en 2016. Elle se présente en deuxième position sur la liste d'Isabel Bonig dans la circonscription de Valence dans le cadre des élections valenciennes d'avril 2019.